# 可食印刷

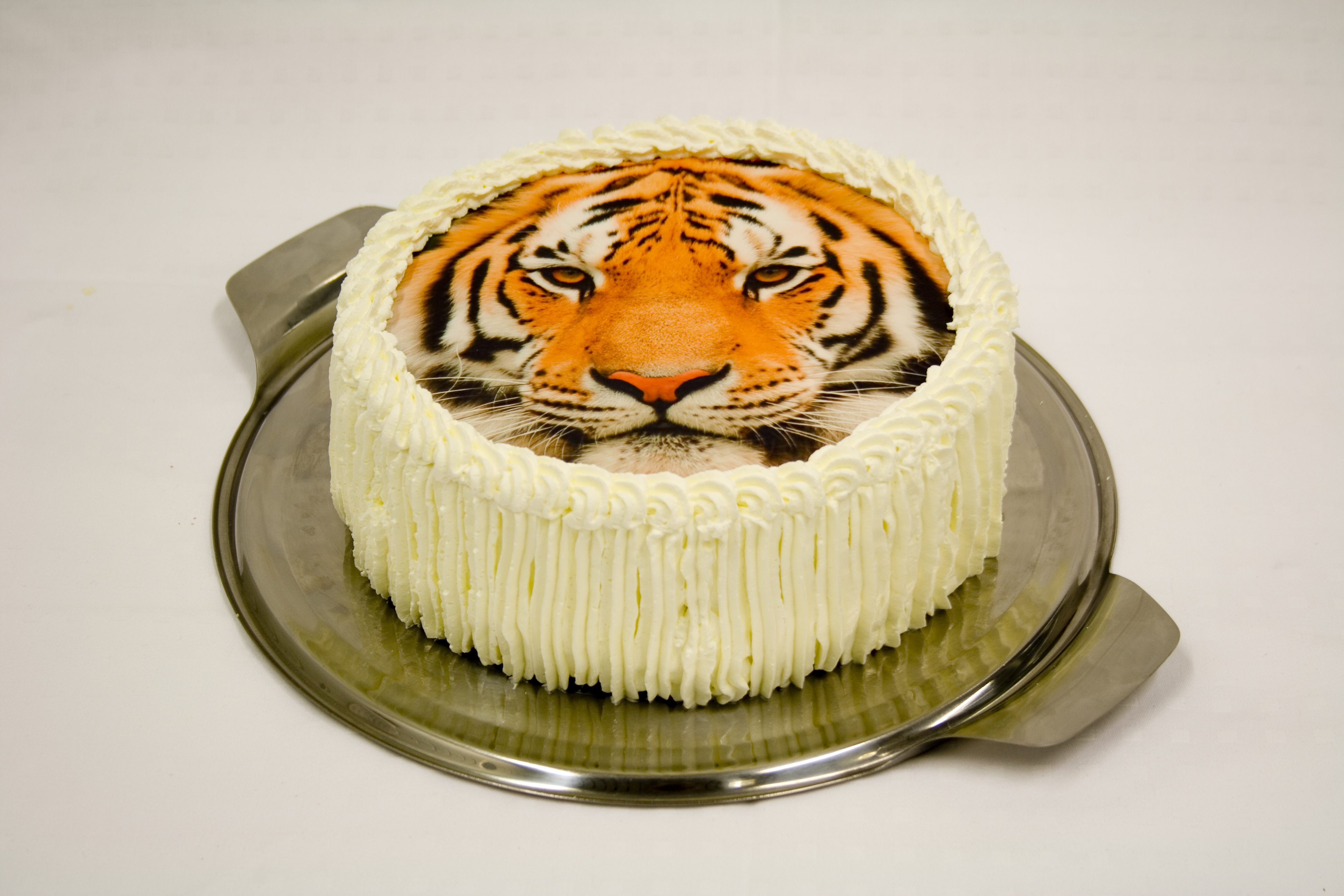
可食紙に印刷されたトラの写真を載せたケーキ

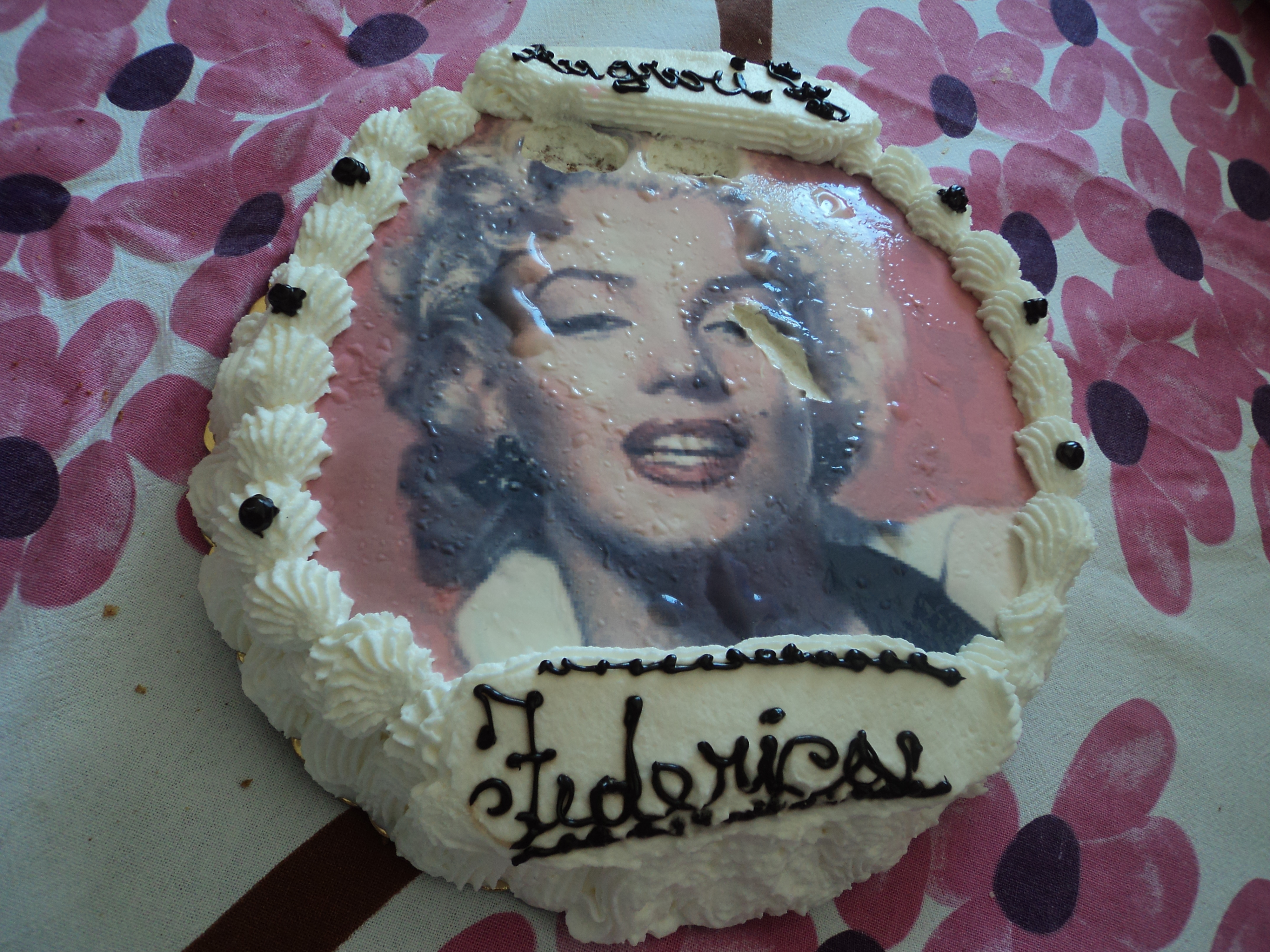
人間の顔の写真を載せたバースデーケーキ

可食印刷（かしょくいんさつ）、または可食プリント（かしょくプリント）とは、クッキーやケーキ、ペストリーなどの様々な菓子類の上に、食用着色料を用いてあらかじめ印刷された画像を作成する印刷。可食インクを使った図案には、あらかじめ印刷されたものと、可食インク印刷機と呼ばれる、薄い可食紙に画像を転写する特殊な装置で作られたものがある。
可食紙はでんぷんや糖類を材料とし、食用着色料で印刷される。可食インクや可食紙の原材料の中には、米国食品医薬品局の認可を受け、一般に安全と認められている。

## 可食紙
当初、可食印刷にはライスペーパーが用いられていたものの、近年は糖衣紙が用いられる。可食インク印刷へと応用されることになる食品印刷に関する最初の米国における特許は、キーブラー社のジョージ・J・クルバートが出願した、1981年に付与されたものである 。このような可食紙は健康に悪影響を与えない。ほとんどの可食紙は無味無臭で、食べた感触もない。可食紙は普通の印刷機でも印刷でき、湿った表面に貼ると、高解像度を保ったまま溶解する。最終的には、可食紙に印刷された画像（通常は写真）が糖衣に印刷されているように見える。

## 可食インク
可食印刷インクが普及しており、特殊インクを用いる印刷機と組み合わせて使用されている。可食インクと明記されていないインクは、飲み込むと健康被害が出ることがあり、最悪の場合死に至ることもある。レーザープリンター用の可食トナーは現在のところは存在しない。インクジェットプリンターやバブルジェットプリンターで可食印刷することも可能であるが、解像度が低くなる可能性がある。また、このような印刷機を用いる場合は、以前に使用したインクで可食インクが汚染されないよう注意せねばならない。インクジェットプリンターやバブルジェットプリンターは、可食インクを使用して印刷するように改造することができ、可食インクのカートリッジも市販されているものの、可食インクを用いた印刷には、専用のインクジェットプリンターを使用した方がいかなる場合においてもはるかにより安全である。
可食インクには粉末状のものもあるが、水に溶けやすいものであれば他の可食インクと同様に品質を落とさずに使用できる。可食紙は、ケーキやクッキー、カップケーキ、マシュマロなどに用いられる。